# Isabel Urcuyo
Isabel Urcuyo, född 1924, död 2014, var en nicaraguansk presidentfru. Hon var gift med president Luis Somoza Debayle och presidentfru 1956-1963. 